# وحيد حمدي نيجاد
وحيد حمدي نيجاد (23 أغسطس 1982 بإيران - ) هو لاعب كرة قدم إيراني في مركز الظهير. لعب مع نادي ألومينيوم هرمزغان ونادي صبا قم ونادي نفط طهران وShahrdari Arak F.C. ‏.

## وصلات خارجية
- وحيد حمدي نيجاد على موقع قاعدة بيانات كرة القدم.إي يو (الإنجليزية)